# Saint-Germain-de-Longue-Chaume
Saint-Germain-de-Longue-Chaume è un comune francese di 398 abitanti situato nel dipartimento delle Deux-Sèvres nella regione della Nuova Aquitania.

## Società

### Evoluzione demografica
Abitanti censiti